# Grazia Toderi
Grazia Toderi (Padova, 11 marzo 1963) è un'artista italiana.

## Biografia
Dopo il Liceo artistico si è iscritta all'Accademia di belle arti di Bologna, dove si è laureata nel 1985 in Pittura con la tesi Fotografia e pittura: la realtà. Dall'ideale all'astrazione.
Alla fine del 1991 ha partecipato alla collettiva Nuova officina bolognese. Arte visiva e sonora. 25 artisti alla Galleria d'arte moderna di Bologna, (a cura di P.G. Castagnoli), dove ha presentato tre opere dal titolo Subjects.
Nel 1993 inizia a essere conosciuta a livello internazionale, e viene selezionata da H. Kontova per la sezione Aperto 93 alla XLV Esposizione internazionale d'arte di Venezia con la videoinstallazione Nontiscordardime, che mostrava una piantina sottoposta all'incessante getto dell'acqua di una doccia inquadrata da una telecamera fissa.
Tra il 1995 e il 1998 ha presentato le sue opere in mostre personali e collettive alla Serpentine Gallery Law di Londra (mostra a cura di J. Watkins), all'Institute of Contemporary Art di Boston (mostra a cura di M. Beccaria), al New York Video Festival (a cura di M. Masone), al Guggenheim Museum Soho, New York  (a cura di N. Spector, J. Hanhardt), alla Biennale di Istanbul  (a cura di R. Martinez), alla Biennale di Sydney (a cura di J. Watkins), al Frac Languedoc-Roussillon di Montpellier e di Dijon (a cura di S. Risaliti) e al Forum d'Art Contemporain del Lussemburgo (a cura di S. Legrandjaques, E. Lunghi),  .
Nel 1998 il Castello di Rivoli ha realizzato una sua mostra personale (a cura di I. Gianelli e M. Beccaria), con alcune delle opere ambientate all'interno del Castello stesso.
Nel 1999 era una delle cinque artiste che hanno rappresentato l'Italia alla XLVIII Esposizione internazionale d'arte di Venezia, (a cura di H. Szeemann) premiate con il Leone d'oro.
Per il balletto del coreografo Virgilio Sieni Il fiore delle 1001 notte (1999), ispirato all'omonimo film di Pier Paolo Pasolini, ha realizzato le scene, che consistevano in otto proiezioni di video, notturni, quanti erano i ballerini in scena e che richiamavano il numero che simboleggia l'infinito.
Nel luglio 2000 ha presentato l'installazione Audience (Spettatori) (a cura di I. Gianelli) in occasione dell'inaugurazione del Museo nazionale del cinema presso la Mole Antonelliana di Torino.
Nel 2001 ha ricevuto la «Borsa per giovani artisti» assegnata dagli Amici sostenitori del Castello di Rivoli che le ha permesso di andare negli Stati Uniti per studiare gli eventi e gli spazi «che hanno segnato la memoria collettiva, dai campionati sportivi ai concerti»; opere focalizzate sui grandi stadi americani (Subway Series, Diamante, Super Tuesday, 2001) e sull'immagine degli Stati Uniti visti dall'alto (Empire, 2002).
Alla fine del 2003 un'ampia retrospettiva incentrata sulle sue opere dedicate allo spazio dei teatri italiani era ospitata dalla Fondazione Bevilacqua La Masa di Venezia (a cura di A. Vettese), mentre le veniva commissionata Semper eadem in occasione della riapertura del Teatro La Fenice (a cura di F. Pasini) nel 2004.
Nel 2006 il Padiglione d'arte contemporanea di Milano ha ospitato un'ampia antologia (a cura di F. Pasini) delle sue opere e due video inediti: Scala nera, che ha per protagonista il Teatro alla Scala nel momento di attesa prima dell'inizio dello spettacolo; e Rosso Babele dove una moderna Torre di Babele è in continua crescita e distruzione, illuminata da tonalità artificiali rossastre e notturne delle lampade ai vapori di sodio dell'illuminazione stradale.
Nel 2009 è stata invitata alla LIII Esposizione internazionale d'arte di Venezia (a cura di D. Birnbaum) per la quale ha realizzato Orbite rosse, una doppia proiezione video in cui appaiono, inscritte in due grandi ovali, luci di città lontane in trasformazione continua: un omaggio sia al planisfero, antica tradizione della mappatura terrestre e celeste, sia alle orbite dei nostri occhi, strumenti ottici che conducono le immagini alla nostra testa-mondo.
Nel 2010 il Museo di arte contemporanea di Serralves, a Porto ha inaugurato una sua mostra personale (a cura di J. Fernandes) con una nuova doppia proiezione del video Atlante, le cui immagini erano state registrate sulla costa portoghese; nella stessa occasione veniva presentata anche una importante parte del suo lavoro dedicata al disegno e alla pittura, realizzata su carta e laminil con grafite, metalli e stagno fuso.
Nel 2011 l'Hirshhorn Museum and Sculpture Garden di Washington ha ospitato la mostra personale Directions: Grazia Toderi (a cura di B.K. Gordon), suo debutto in un museo statunitense. Le videoproiezioni presentate, paragonate dall'artista ad «affreschi di luce», visualizzavano l'infinito attraverso computer animation, riprese satellitari e militari, nonché film e fotografie realizzati da Toderi stessa.
Nel 2012 il MAXXI - Museo nazionale delle arti del XXI secolo (a cura di M. Trombetta) ha proposto una personale incentrata su Mirabilia urbis, doppia proiezione in cui «la visione notturna e dall'alto della città di Roma fluttua orbitando su se stessa, segnando l'inizio di un percorso di ricerca dell'artista legato alla visione e alla rappresentazione delle città e dei continenti visti dall'alto, alla luce che emanano nella notte e al rapporto tra cielo e terra».
Nel 2013 il Perth International Arts Festival ha organizzato la sua prima personale in terra australiana presso la John Curtin Gallery di Perth. (a cura di M. Moore e C.Malcolm), 
Nel 2014, per Art City Bologna, ha realizzato Luci per K. 222, ispirato all'Offertorium K. 222 di Mozart, presentato al Museo internazionale e biblioteca della musica di Bologna (a cura di G. Maraniello) considerato come una naturale prosecuzione della sua ricerca, «che dallo spazio del teatro prosegue verso gli strumenti musicali incrociandosi con il segno stesso della scrittura, la nota, che si trasforma in punti di luce che scandiscono suono e tempo su un pentagramma potenzialmente infinito».
Dal 28 settembre 2016 al 19 marzo 2017 la mostra Grazia Toderi e Désiré Despradelle: Spectacular Cities alla Kurtz Gallery for Photography del MIT Museum (a cura di G. Van Zante), era formata dalla doppia proiezione video di Toderi Red Babel (Rosso Babele, 2006) insieme ai disegni dell'architetto Constant-Désiré Despradelle per Faro del progresso (Beacon of Progress, 1893-1900), che «condividono una concezione della città e dell'architettura urbana come spettacolo».
Nel periodo 2013-2016 Orhan Pamuk, Premio Nobel per la letteratura, ha coinvolto Grazia Toderi nel progetto Words and Stars per la realizzazione di un'opera per il Museo dell'innocenza di Istanbul, nel quale «la ricerca e lo scambio di parole, fonti e immagini pongono al centro del progetto l’inclinazione dell’uomo a esplorare lo spazio e la sua innata vocazione a interrogare le stelle».
Words and Stars (a cura di G. Curto) è stato inaugurato a Palazzo Madama di Torino il 4 novembre 2016, in dialogo con il piccolo planetario dell'ebanista Pietro Piffetti (1750 circa), mentre il 5 e il 6 novembre 2016 si è aggiunta un'opera realizzata specificamente per lo spazio della cupola del Planetario di Torino. Dal 2 aprile 2017 il progetto Words and Stars (a cura di Gianfranco Maraniello), è stato presentato al Museo d'arte moderna e contemporanea di Trento e Rovereto (MART).
L'opera prendeva «corpo in una trilogia articolata in un monologo, un dialogo e una conversazione sugli astri: tre grandi installazioni immersive multi schermo composte da otto proiezioni video, in cui si fondono immagini e testi. La vocazione cosmologica connaturata al progetto trova così espressione in un unico corpo visivo e letterario».
Nel 2018 ha realizzato Red Map, consistente in due video-proiezioni: una verticale, ma radente alla parete e l'altra proiettata obliquamente a terra, composta da cinque ellissi in movimento. Presentate alla Braverman Gallery di Tel Aviv, nel 2018; al Frac Corse (a cura di A. Alessandri).nel 2019 e alla Loggia dei Vini del Parco di Villa Borghese, Roma (a cura di C. D'Orazio e A.Mammì) nel 2020.
Nel 2019 ha coinvolto il fratello Marco Toderi, agronomo, nella realizzazione di una serie di immagini desertiche terrestri, dalle quali ha tratto l'opera Marco (I Mark), sette proiezioni video presentate nella Sala delle Armi a Palazzo Vecchio di Firenze (a cura di S. Risaliti), completate dalla Conversazione sulla terra, scambio di reciproche riflessioni tra i due fratelli su terra e aria, su acqua e fuoco, sugli elementi che rendono possibile la vita. Nel 2020 il progetto è proseguito con We Mark (Lights – Shadows), e infine completato con la mostra Marco (I Mark We Mark) presentata nel 2022 a Palazzo Carpegna dell'Accademia nazionale di San Luca a Roma (a cura di M. Tirelli).
Nel dicembre 2021 si è tenuta la prima collaborazione di Grazia Toderi con suo marito Gilberto Zorio, scultore, con la mostra G nella ex chiesa del Gesù a Vigone (a cura di A. Viliani), nella quale i due artisti riescono a delineare un'unica grande opera ambientale, dove i lavori dell'uno divengono contenitori o contenuti in quelli dell'altra, in un gioco continuo di rimandi ed evocazioni, dove la condivisione dell'iniziale dei rispettivi nomi (la lettera "G") è metafora di una più profonda condivisione.
Nel gennaio 2025 la collaborazione tra Grazia Toderi e Gilberto Zorio è stata ripresa con la mostra Torri: Terra presso l'Oratorio di San Filippo Neri (a cura di C. Francicci) a Bologna, in occasione di Art City Bologna, nella quale le cinque punte delle due Torri Stella (Gilberto Zorio) si incontrano e si intrecciano in una danza scandita da simmetrie diverse, mentre le proiezioni di We Mark (Grazia Toderi) interagiscono con le superfici delle Torri Stella e dell'Oratorio di San Filippo Neri mutando forma e disegno e rivelando diversi livelli di significato attraverso una propria spazialità e temporalità.

### Vita privata
Grazia Toderi è sposata con lo scultore Gilberto Zorio, esponente italiano dell'arte povera.

## Collezioni
- Museo d'arte contemporanea, Castello di Rivoli, Torino
- MAXXI - Museo nazionale delle arti del XXI secolo, Roma
- Morris and Helen Belkin Art Gallery, Vancouver
- Palazzi dell'Arte di Rimini
- Frac Corsica, Corte
- Museo del Novecento, Milano
- Tiscali Campus, Cagliari
- MAMbo, Bologna
- TATE, London
- Fondazione Arte CRT, Torino
- Burger Collection, Hong Kong
- Pinault Collection, Paris
- MOCA, The Museum of Contemporary Art, Los Angeles

## Opere

### Pubblicazioni
- (IT, EN) Grazia Toderi, Orhan Pamuk, Words and Stars, Electa, 2017, ISBN 978-88-918-1409-8.
- (IT, EN) Grazia Toderi, Marco (I Mark We Mark), Electa, 2024, ISBN 978-88-928-2514-7.